# Бреде, Герберт Фридрихович
Ге́рберт Бре́де (эст. Herbert-Lorenz-Georg Brede; в Русской армии — Ге́рберт Фри́дрихович Бре́де; 25 апреля 1888, Изенгофская волость, Эстляндская губерния, Российская империя — 6 октября 1942, Норильск, РСФСР, СССР) — российский, эстонский и советский военный деятель, генерал.

## Биография
Общее образование получил в Санкт-Петербургском реальном училище, Михайловском артиллерийском училище, а также на курсах французской Высшей военной школы. Бреде принимал участие в Первой мировой войне. 
С 1918 года в эстонской армии. Командовал батальоном 1-го артполка, 2-м артполком (1919). С 1919 года по 1927 год — генерал-инспектор артиллерии. В 1930—1933 — начальник военной подготовки. В 1933—1934 — командир 1-й дивизии. В 1934—1940 — командир 3-й дивизии.
После присоединения Эстонии к СССР начальник артиллерии 22-го территориального корпуса РККА.

## Арест и гибель
28 июня 1941 арестован в Москве и обвинён в подавлении восстания в Эстонии в 1924 году. Осуждён. Срок отбывал в Норильлаге, прибыл 10 августа 1941 года Гороховецким этапом.
Повторно арестован в лагере. Обвинение по статьям 58-1б, 58-2, 58-10, 58-11 Уголовного кодекса РСФСР. Приговорён 29 июля 1942 года ОСО НКВД СССР к высшей мере наказания. Расстрелян 23 сентября 1942 года в Норильске вместе с Мурумаа В. А., Ринбергом Н. А. и Верником А. А.
В камере смертников с ним сидел Калве Х., которому расстрел заменили на 10 лет исправительно-трудовых лагерей. Бреде отдал Калве свой носовой платок, чтобы его передали жене. Калве передал платок Георгу Леецу (Леэтсу), который после освобождения отдал платок жене Бреде.